# ショッピングセンターあかやまJOY
ショッピングセンターあかやまJOY（ショッピングセンターあかやまジョイ）は、茨城県古河市雷電町に所在するショッピングセンターである。

## 概要
2020年7月30日開店。2019年2月に閉店したイトーヨーカドー古河店跡で、古河市で2番目に大きい商業施設である。
JR宇都宮線古河駅の北側に立地している。定休日は1月1日のみ。
開店時の報道では、年間来場者目標は250万人で、売り上げは60億円を目標としている。今後は医療モールの整備も計画している。

## 施設
- 建物は鉄筋コンクリート構造の4階建て。
- 店舗は1 - 2階。3 - 5階は駐車場(現在、４・5階駐車場は開放されていない)。

### 駐車場
- 平面駐車場は第1 - 第3駐車場まである。
- 立体駐車場の3階の一部と屋上は屋根なし。
- 全部で780台駐車が可能。

### 駐輪場
- 第2駐車場と第3駐車場の間にある屋上駐車場のスロープの下（屋根有り）
- 第2駐車場内に2箇所（屋根なし）
- 東側入口（屋根なし）

## テナント
オープン時点で茨城県内初進出が9店舗、地元事業者の3店舗が出店。
一部テナントは、新型コロナウイルス感染症対策で「密を避ける」ためとして開業時期をずらしてオープン。
2023年4月1日現在のテナントは以下の通り。

### 1階フロア
- TAIRAYA（食品スーパーマーケット）
- わくわく広場（産直野菜・加工品・グロサリー・弁当類）
- ピーコック（ファーストフード） - ポッポに代わって2022年3月9日オープン
- Pets & Pet One Buddy（犬猫販売・トリミング・ペットホテル・ペット用品）
- スギドラッグ（処方箋・医薬品・化粧品・日用品）
- セリア（100円ショップ）
- CASA COLOR（ヘアカラー専門店）
- CUT-ON（ヘアカット専門店）
- 保険物語（保険相談）
- 製茶問屋 大島清吉商店（お茶・テイクアウトティー・雑貨・ギフト）
- クリーニング太洋舎（クリーニング）
- セブン銀行（ATM）
- いつ和・いつ和振袖館（呉服・振袖・写真スタジオ）
- LoveYourself（整体・エステ）
- FUN NAIL（ネイルサロン）
- サムクリエーション（そろばん・書道・プログラミング教室）
- きもの相談窓口 MATSUYA（呉服・リサイクルきもの・きものお手入れ・振袖レンタル）
- おたからや（貴金属・ブランド品買取）
- 占いサロン美徳院（占い・人生相談）

### 2階フロア
- いきもの探検隊（いきものふれあいワールド）
- ファミリーらんどDORA（アミューズメント）
- 本店タカハシ（総合衣料・生活雑貨）
- スポーツカムイ（スポーツ用品）
- バリQ古河ホビー館Supported by駿河屋[4][5]（中古書籍・フィギュア等の玩具の買取・販売）
- ステップゴルフプラス（インドアゴルフスクール）
- カーブス（フィットネス）
- キッズランドPONTE（キッズライドパーク ）
- ガチャコーナー（ガチャガチャ）

### 別棟
- ヘアメイク AO C-aL（美容室）
- カードショップ裁龍（トレーディングカード）
- WASH ME（コインランドリー）

### 閉店
- ポッポ（ファーストフード） - 2022年2月28日閉店[6]
- ケイファクトリー（ファッション・雑貨・珈琲豆）
- キッズスペースnino（託児・保育施設）
- Concept Shops PONTE（キャラクター雑貨・玩具） - 2023年3月26閉店

以下は、開業時の期間限定テナント
- くらしき女子collection +plus（倉敷ハンドメイド雑貨）
- C/L.T.L（海外コスメ）
- ココロカスマイルプラザ（健康イベント）
- ビーウィッチこどもらんど（キッズアミューズメントパーク）

## アクセス

### 鉄道
- 宇都宮線古河駅東口から徒歩約10分
- 東武日光線新古河駅東口から徒歩約40分

### バス
- 古河駅東口からぐるりん号西コース福祉の森会館行きに乗り「東2丁目」降車。

### 自動車
下妻方面から
国道125号を古河駅方面に向かう。国道4号と交差する三杉町の信号を直進すると、右手に入口（あかやまスイミングスクール側）がある。また、そのまま直進してファミリーマートの前を右折すると、紳士服のAOKI向かい側に入口がある。
小山方面から
国道4号を東京方面に向かう。国道125号と交差する三杉町の信号を右折して進むと、右手に入口（あかやまスイミングスクール側）がある。また、そのまま直進してファミリーマートの前を右折すると、紳士服のAOKI向かい側に入口がある。
埼玉方面から
国道4号を栃木方面に向かう。国道125号と交差する三杉町の信号を左折して進むと、右手に入口（あかやまスイミングスクール側）がある。また、そのまま直進してファミリーマートの前を右折すると、紳士服のAOKI向かい側に入口がある。

## 沿革
- 2020年（令和2年）
  - 7月30日 - あかやまJOY第1弾として、18店舗がオープン。
  - 8月1日 - 2店舗が追加でオープン。
  - 9月 - 第2弾として食品スーパー「TAIRAYA」[7]、スポーツカムイがオープン。

## 周辺施設
- 古河あかやまスイミングスクール
- AOKI 古河店
- ひまわり幼稚園
- ファミリーマート 古河東2丁目店
- 古河市古河図書館
- ハローワーク 古河